# Pont-de-Buis-lès-Quimerch
Pont-de-Buis-lès-Quimerch är en kommun i departementet Finistère i regionen Bretagne i västra Frankrike. Kommunen ligger i kantonen Le Faou som tillhör arrondissementet Châteaulin. År 2022 hade Pont-de-Buis-lès-Quimerch 3 571 invånare.

## Befolkningsutveckling
Antalet invånare i kommunen Pont-de-Buis-lès-Quimerch
Referens:INSEE